# 宮原ひなこ
宮原 ひなこ（みやはら ひなこ、1999年〈平成11年〉3月22日 - ）は、日本のフルート奏者、スタジオミュージシャン。Hinako（ひなこ）の名義で音楽活動をしている。

## 来歴
静岡県静岡市出身。
高校は静岡県立清水南高等学校芸術科。2015年（平成27年）、2年生のとき第17回日本フルートコンヴェンション2015ふじのくに静岡に参加し、アンサンブル部門で高校生銀賞を受賞した。2016年（平成28年）、3年生のとき第13回静岡県フルートコンクールに於いて高校生3位を獲得した。
第37回静岡県音楽コンクール弦楽部門において高校生の部1位を獲得した。
大学は国立音楽大学音楽学部。同大3年のとき、第74回東京国際芸術協会新人演奏会に参加し、奨励賞（フルート）を受賞した。
2019年（令和元年）12月よりBIGO LIVEにてライバー活動開始。現在、世界150ヵ国で利用者の中からファン48万5千人に及ぶ。
合同会社Bloocharm　代表社員。

## 参加作品

### レコーディング系
✳︎『FINAL FANTASY VII REBIRTH 』bgm
✳︎アニメ『進撃の巨人』オープニングソング「僕の戦争」
✳︎アニメ『迷宮ブラックカンパニー』劇伴
✳︎アニメ『佐々木と宮野』エンディングソング
✳︎くまモン　劇伴
✳︎LAWSON CMソング
✳︎ドラマ『トモダチゲーム』劇伴
✳︎舞台『群盗』カーテンコール音楽
✳︎ドラマ『ケイジとケンジ、時々ハンジ。』劇伴
✳︎ドラマ『弁護士ソドム』劇伴
✳︎ドラマ『ジャンヌの裁き』劇伴
✳︎日本コロムビア発売CD『うんどう会(1)』より『キッズたいそう〜ゆめのたんけんたい〜』
✳︎日本コロムビア発売CD『うんどう会』より『にゃんパラ⭐︎ダンス』
✳︎日本コロムビア発売CD『うんどう会』より『はなまるパレード』
✳︎伊藤美来4thアルバム『This is One’s for you』M01”laid back”

## イベント出演
モーターショー紫陽花まつり
東京スーパーカー2022守谷（日本スーパーカー協会）
東京スーパーカー2022静岡（日本スーパーカー協会）
東京スーパーカー2022お台場（日本スーパーカー協会）

## 広告イベント掲載
渋谷原宿アドトラック
渋谷田園都市線広告
渋谷AKB48ぱるる共演広告
渋谷ビジョン
東京・大阪ビジョン
東京・大阪・名古屋アドトラック
品川駅広告ビジョン
東京18駅229面広告
新宿3D猫ビジョン
タクシー広告
新宿ビジョン3D猫・アルタ前広告

## 雑誌掲載
雑誌Sweet
雑誌mini
雑誌SPRiNG
週刊少年チャンピオン
雑誌glitter

## その他
AbemaTV
ローソンCMモデル